# جون روبسون
جون روبسون (بالإنجليزية: Doug Robson)‏ (20 يوليو 1942 في المملكة المتحدة - ) هو لاعب كرة قدم بريطاني في مركز الدفاع. لعب مع دارلينجتون إف سى.

## وصلات خارجية
- جون روبسون على موقع قاعدة بيانات كرة القدم.إي يو (الإنجليزية)